# Swords & Soldiers
Swords & Soldiers — двухмерная стратегия в реальном времени, разработанная и изданная Ronimo Games. Она была выпущена 15 мая 2009 года в Европе и 8 июня в Северной Америке на Wii. Позже были выпущены порты для Windows, Mac OS X, Linux, Android, Wii, PlayStation 3, iOS, Nintendo 3DS, Wii U, Nintendo Switch.
Сиквел Swords & Soldiers II был выпущен на Wii U в мае 2015 года. В июне 2018 года Ronimo Games перевыпустила проект под название Swords & Soldiers II: Shawarmageddon.

## Игровой процесс
В Swords & Soldiers четыре фракции: викинги, ацтеки, китайцы и мясники (последние добавлены в дополнении). Игра помимо одиночной кампании содержит соревновательный многопользовательский режим с разделённым экраном, а также испытания, которые открываются по мере прохождения игры.
Одиночная кампания включает в себя 10 уровней у каждой фракции. В игре два вида ресурсов: золото и мана. Они используются для разблокировки и призыва новых видов воинов и заклинаний на каждом уровне. Золото добывается рабочими, а мана копится автоматически. Последний процесс можно ускорить по-разному в зависимости от фракции. После призыва воины автоматически направляются в сторону врага, атакуя противника при встрече. Обычно карты линейные, однако на некоторых встречаются развилки.

## Сюжет

### Викинги
Вождь Рыжебородый преследует другого лидера викингов, Чернобородого, защищая интересы, связанные с приготовлением барбекю, и намереваясь отомстить за оскорбление, нанесённое их соседу и поставщику мяса вождю Мясу. Попутно они наносят оскорбление китайскому лидеру Мастеру Дзену, пополнив запасы золота из его шахт (или уничтожив его базу), и отбиваются от набегов воинов правителя ацтеков Люблюдрака. Поиски приводят Рыжебородого к императору Нетормозитлю, который владеет гигантским перцем чили с гипнотическими свойствами, позволившими обратить Чернобородого в послушную куклу. Победив врагов, викинги приступают к приготовлению соуса из перца, но приготовлению пытаются помешать озлобленные китайцы. С вмешательством Тора (если игрок допустит, чтобы враг прошёл ближе самого дальнего фундамента для постройки башен) викинги и тут одерживают верх, однако победная трапеза оказывается испорченной, когда каменная статуя ацтеков взглядом прожигает бутылку с соусом в руках у повара.

### Ацтеки
Император ацтеков Нетормозитль подвергается нападениям от агрессивного соседа Люблюдрака, желающего заполучить перец, способный обеспечить победу на грядущем конкурсе гигантских овощей. Однако же нападения оборачиваются провалами, а некромант Ядбутыль, служащий при императоре и практикующий гипноз, находит предметы для изучения и дальнейшего постоянного использования в бою. Ацтеки готовы вернуться домой после бегов, однако они по ошибке приплывают в Азию, где местный правитель Император (ребёнок на троне) проявляет интерес к перцу, считая его могущественной игрушкой. По возвращении на родной континент Нетормозитль обнаруживает, что вождь викингов Чернобородый напал на производственное здание, чтобы заполучить овощ, и в порыве мести разрушает две базы викингов, а самого Чернобородого делает послушной куклой с помощью доведённого до совершенства гипноза. Затем ацтеки наносят сокрушительный удар Люблюдраку. Прибыв на конкурс гигантских овощей, они уничтожают овощи-конкуренты, выращенные Мастером Дзеном, и базу китайского лидера с помощью армии Чернобородого (которая будет призвана, если противник подойдёт близко после начала уничтожения овощей). После этого вождь викингов Рыжебородый и Император противостоят Нетормозитлю, чтобы заполучить перец в своих интересах, но тот даёт отпор и становится победителем конкурса.

### Китайцы
Игрок становится командиром под началом Императора, малолетнего ребёнка на троне (у которого, однако, судя по репликам из последнего уровня кампании ацтеков, есть мать), который на всё смотрит через призму своего эмоционального интеллекта. Император очень весёлый, больше всего ценит игрушки и очень любит с ними играть. Он не задумывается о том, какое значение могут иметь драгоценности, он считает сражения увеселениями с наградами в виде игрушек (на деле это оружие и доспехи противников). Полагая, что с таким правителем в стране не будет процветания, Мастер Дзен обманом удерживает Императора в своём храме и забирает его игрушки, но верные юному лидеру ниндзя-обезьяны спасают его и он возвращает отобранное. Измотанный ребёнок уединяется, чтобы поиграть, и не замечает прибытие и нападение императора ацтеков Нетормозитля. Он обеспечивает армию необходимыми ресурсами только когда слышит от правителя ацтеков о не обозначенной могущественной реликвии, которая в его глазах является новой мощной игрушкой. Он пересекает полземли, чтобы найти реликвию, но к большому разочарованию он обнаруживает, что это гигантский перец. Отчаявшись, он скармливает его своему питомцу ящерице Тин Пу. Внезапно Нетормозитль вместе с загипнотизированным вождём викингов Чернобородым нападают на Императора, но Тин Пу под действием перца превращается в китайского дракона и испепеляет первую волну атаки в лице армии скелетов. В конце концов он одолевает врагов, воины высказывают восхищение юному правителю и он радуется «новой игрушке» (дракону).

### Мясники (дополнение)
Ожидая Праздника Весёлых Супер Сосисок (П.В.С.С.), мясники по-разному решают проблемы голода и нехватки золота: едят вражеских воинов, заказывают доставку, готовят бургеры с мясом уведённых из зоопарка обезьян, которых до этого сделали частью команды, гипнотизируют новых рабочих. На П.В.С.С. мясников ждут три испытания, которые они проходят. Затем они проучивают вождя викингов Чернобородого и получают главный приз в виде тысячи коров.

## Разработка
Разработка Swords & Soldiers началась после того, как THQ приобрела права на игру de Blob, созданную будущими основателями Ronimo Games. Изначально предполагалось, что Swords & Soldiers будет браузерной игрой, однако разработчики увидели в ней потенциал и выпустили на платформе WiiWare. Первоначально команда разработчиков состояла из семи человек и нескольких стажёров. Swords & Soldiers задумывалась как исключительно многопользовательская игра, в которой участвовали ацтеки и викинги. Разработчики считали мультиплеер одной из самых сильных сторон игры, они не были уверены, насколько хорошо продаются проекты на WiiWare. Ronimo Games намеревались добавить только небольшое количество материала для одиночного режима, однако в итоге компания сделала 30 уровней кампании.
Визуальный стиль и игровой процесс были созданы на раннем этапе разработки. В первые месяцы работы было готово 90 % функционала геймплея. Изначально в игре можно было напрямую управлять солдатами, однако функция была вырезана, разработчики посчитали её отвлекающей от тактических решений и уделяющей слишком много внимания микроуправлению. Звуковым сопровождением занималась студия Sonic Picnic. Их офис располагался рядом с Ronimo Games. Озвучанием персонажей занимались сами разработчики игры.
Разработчики сказали, что их вдохновителем стала стратегическая игра StarCraft. Они отметили, что от выбора фракции менялся игровой процесс, это заставило Ronimo Games сосредоточиться на том, чтобы каждая раса в Swords & Soldiers игралась уникально. Разработчики также добавили уникальные заклинания для каждой из сторон, ацтеки, например, могут принести в жертву одного из солдат, за это действие игрок получает ману. Изначально Ronimo Games анонсировала только две фракции — викингов и ацтеков. 22 апреля 2009 года было подтверждено, что третьей страной станет Китайская Империя.

## Отзывы
| Сводный рейтинг    | Сводный рейтинг                                  |
| Агрегатор          | Оценка                                           |
| ------------------ | ------------------------------------------------ |
| GameRankings       | Wii: 83,71 % PS3: 82,69 %                        |
| Metacritic         | WII: 84/100 PS3: 81/100 iOS: 81/100 WIIU: 78/100 |
| Иноязычные издания |                                                  |
| Издание            | Оценка                                           |
| Destructoid        | 8/10                                             |
| Edge               | 8/10                                             |
| Eurogamer          | 8/10                                             |
| IGN                | 8,7/10                                           |
| ONM                | 91 %                                             |
| TouchArcade        | [ 18 ]                                           |
| Pocket Gamer       | [ 3 ]                                            |

Swords & Soldiers получила положительные отзывы от критиков. Журнал IGN назвал её «одной из лучших консольных стратегий в реальном времени за всю историю», высоко оценив индивидуальность игры, уникальный подход к жанру. Издание Nintendo Life также похвалило визуальные эффекты, музыку и глубину игрового процесса. Журнал Edge назвал Swords & Soldiers «буйством красок и воображения». В издании Eurogamer отметили, что игра «своими комичными визуальными эффектами на каждом шагу хочет быть похожа на Plants vs. Zombies, и почти преуспевает в этом». Завершая свой обзор, Конрад Циммерман из Destructoid написал: «Swords & Soldiers — симпатичная игра с множеством очень, очень забавных моментов. Она может стать довольно интенсивной на более поздних уровнях кампании, и их завершение доставляет удовольствие. Давним поклонникам стратегий, вероятно, не понравится её простота, но люди, которым никогда не хватало навыков для более сложных игр, должны отлично провести время».